# Octobre 1895

## Événements

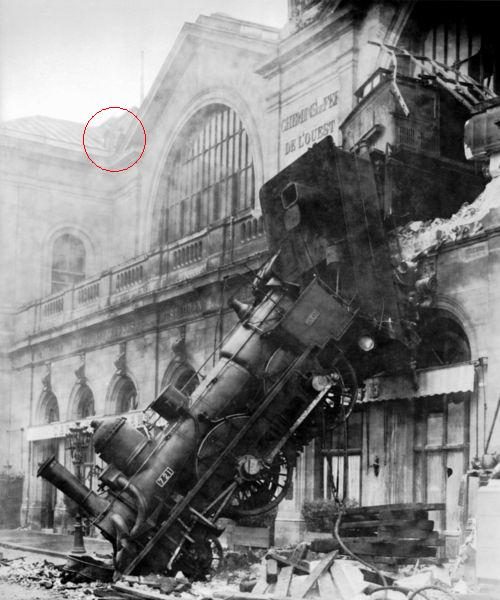
22 octobre : accident ferroviaire à la gare de Paris-Montparnasse

- En Corée, la reine Min fait appel à des ministres favorables à la Russie. Elle est assassinée le 8 dans son palais par des éléments japonais qui ont agi sans ordre. L’ambassadeur japonais est rappelé à Tokyo où il est acquitté. À la suite de cet incident, l’influence russe s’accroît en Corée.

- 1er octobre : prise de Tananarive par les Français (fin de l'expédition de Madagascar). La reine Ranavalona signe le traité qui lui est soumis par les vainqueurs : un résident général français est chargé des rapports avec les agents des puissances étrangères.

- 2 octobre, Canada : création des districts provisoires d’Ungava, de Franklin, de Mackenzie et du Yukon.

- 5 octobre, France : obsèques nationales de Louis Pasteur.

- 6 octobre : Joseph Chamberlain, secrétaire d’État aux colonies (1895-1903), se déclare pour l’établissement du libre-échange à l’intérieur de l’Empire britannique.

## Naissances
- 2 octobre : Marceau Pivert, militant socialiste († 1958).
- 3 octobre : Ralph Spearow, athlète américain, spécialiste du saut à la perche († 17 décembre 1980).
- 4 octobre : Buster Keaton, acteur américain (1er février 1966).
- 7 octobre : Maurice Grevisse, grammairien belge († 7 juillet 1980).
- 8 octobre :
  - Juan Perón, président de l'Argentine († 1er juillet 1974).
  - Zog Ier, roi d’Albanie († 9 avril 1961).
- 19 octobre : 
  - Jules Covin, as de l'aviation française de la Première Guerre mondiale († 21 mars 1918).
  - Bram Van Velde, peintre néerlandais († 28 décembre 1981).
- 21 octobre : Louis Delvaux, homme politique, avocat et juge belge († 22 août 1976).

## Décès
- 24 octobre : Jacob Meyer de Haan, peintre néerlandais (° 1852).
- 31 octobre : Jules Pardonneau, peintre français (° 1834).